# Шарингер, Дьюла
Дьюла Шарингер (венг. Gyula Sáringer; 2 декабря 1928, Magyarszerdahely — 17 февраля 2009, Кестхей) — венгерский энтомолог, специалист в области сельскохозяйственной энтомологии, академик Венгерской академии наук, ректор Паннонского университета (1993—1996).

## Биография
Родился в деревне Мадьярсердахель 2 декабря 1928 года. В 16 лет лет его призвали в армию, участвовал во Второй мировой войне на стороне Германии с составе люфтваффе. В мае 1945 года попал в советский плен. После возвращения на родину, в 1947 году окончил среднюю школу в Капошваре. В 1951 году окончил Университет сельскохозяйственных наук в городе Гёдёллё. В 1956 году он женился на Марии Кеньере. С 1978 по 1984 был президентом Венгерского энтомологического общества. С 1993 по 1996 года был ректором Паннонского университета. В 1990 году избран членом-корреспондентом, а в 2000 году — академиком Венгерской академии наук. С 1998 по 2002 год был членом Государственного собрания Венгрии от партии Фидес. Умер 17 февраля 2009 года.

## Научная деятельность
Научная деятельность Шарингера связана с изучением насекомых вредителей сельскохозяйственных растений. В своих экспериментальных работах он оценивал воздействие различных экологических факторов на фотопериодические реакции насекомых. В 1970-х годах возглавил группу исследователей, которая разработала методы с кровососущими комарами на озере Балатон. Занимался также систематикой цикадовых, описал несколько новых для науки видов.

## Публикации
Является автором около 450 публикаций.
- Sáringer, G. Problems of Athalia-rosae L. (Hym.: Tenthredinidae) (венг.) // Acta agronomica academiae scientiarum hungaricae. — 1976. — Köt. 25, sz. 1—2. — O. 153—156. — ISSN 0001-513X.
- Saringer G. Studies on the diapause of plum moth (Grapholitha funebrana Tr.) (англ.) // Acta Phytopathologica Academiae Scientiarum Hungaricae. — 1967. — No. 2 (3). — P. 225—241.
- Bauer N., Kenyeres Z., Tóth S., Sáringer-Kenyeres T., Sáringer G. Connections between the habitat pattern and the pattern of the mosquito larval assemblages (англ.) // Biologia. — 2011. — Vol. 66, iss. 5. — P. 877–885. — ISSN 0006-3088. — doi:10.2478/s11756-011-0091-5.